# Кадыр, Айлин
Айлин Кадыр (рум. Aylin Cadîr; род. 16 декабря 1985) — румынская актриса и певица.

## Биография
Родилась 16 декабря 1985 года в Констанце в турецкой семье.
Свою карьеру начинала в 2002 году с участия в конкурсе «Alege Asia», где была выбрана участницей недавно созданной группы Pops.
В 2007 году она исполнила роль бедной девочки-подростка Елены Клаус, талантливой танцовщицы в сериале Cu un pas inainte. В следующем году снималась в сериале Vine politia! в роли Анны Попович, дочери инспектора, которого играет Иоан Гури Паску, и внучку комиссара в исполнения Хоратю Малаэле.
Начиная с 2009 года с премьеры спектакля «Урок» режиссера Хоратю Малаэле в зале «Ателье» Национального театра работает преимущественно в театре. 
В 2011 году вышла замуж за Траяна Пайку, с которым до этого момента была вместе восемь лет. Была сыграна необычная двойная свадьба, с одной стороны, по мусульманским обрядам, а с другой — по христианским.
5 сентября 2015 года родила мальчика.

## Дискография
- 2011: Crezi in mine
- 2012: Cloud
- 2013: Chemistry
- 2018: "Dreamer", "Two"

## Фильмография
- 2007 — На шаг впереди / Cu un pas inainte
- 2008 — Откройте, Полиция! / Vine poliția!
- 2010-2011 — Любовь и честь / Iubire și onoare
- 2011 — Жизнь на вершине / Life on Top
- 2015 — Откройте глаза / Deschide ochii
- 2016 — Tudo[10]
- 2022 — Parfect

### Интервью
- Aylin Cadîr - "Deși trăiesc de ani de zile printre români, mă simt foarte legată de turcii mei", Diana Vlad, Formula AS - anul 2011, numărul 967
- https://www.formula-as.ro/2021/09/15/o-dimineata-cu-aylin-cadir-ma-simt-romanca-dar%E2%80%88cu-parfum-turcesc/
- https://fnt.ro/2016/west-side-story-–-manifestul-unei-generații-la-opera-națională-din-cluj-napoca/
- https://www.cityfemme.com/2018/09/12/interviu-aylin-cadir-un-actor-trebuie-sa-fie-un-copil-mare-trebuie-sa-ii-placa-sa-se-joace/
- https://www.radioromaniacultural.ro/fecioarele-noastre-grabnic-ajutatoare-regia-si-coregrafia-razvan-mazilu/
- https://www.zilesinopti.ro/articole/33507/jurnal-de-bucurestean-jocurile-mintii-din-incognito-la-tnb
- https://www.zilesinopti.ro/articole/35233/jurnal-de-bucurestean-dansul-mintii-in-kiritza-sau-jocul-de-a
- https://www.tnb.ro/ro/odalisca